# Doagele
Doagele – wieś w Rumunii, w okręgu Vaslui, w gminie Dragomirești. W 2011 roku liczyła 1156 mieszkańców.